# Бучава-Шоимуш (Арад)
Бучава-Шоимуш (рум. Buceava-Șoimuș) насеље је у Румунији у округу Арад у општини Бразиј. Oпштина се налази на надморској висини од 341 m.

## Прошлост
Место "Солимос" у околини Арада имало је 1846. године 1280 становника. Чинодејствују два пароха, поп Замфир Поповић и поп Јован Кочоба. Црквене матрикуле се воде од 1780. године. Ради ту народна основна школа коју похађа 39 ђака, којима предаје учитељ Стефан Лунг.

## Становништво
Према подацима из 2002. године у насељу је живело 237 становника, од којих су сви румунске националности.